# João Vítor Silva
João Vítor Silva (Rio de Janeiro, 9 de maio de 1996) é um ator brasileiro. Ficou conhecido nacionalmente por interpretar Pedrinho em Sítio do Pica-pau Amarelo, Bruno em Verdades Secretas e Tabuada em Impuros.

## Biografia
Entrou na Rede Globo em 2003, com uma participação em Kubanacan. Posteriormente, atuou durante dois anos como Pedrinho, substituindo César Cardadeiro, que interpretou o personagem nos três primeiros anos do Sítio do Picapau Amarelo. Continuou na temporada de 2006 do Sítio, interpretando outro personagem, o Curupira; no mesmo ano, viveu Stuart Angel na infância no filme Zuzu Angel. Interpretou também o personagem Goiaba na 14ª temporada de Malhação em 2007; no mesmo ano, venceu a primeira temporada da Dancinha dos Famosos.
Em 2008 transferiu-se pra Record, onde viveu Tomás (Bruno Ferrari) na infância, na novela Chamas da Vida. No ano seguinte, viveu Eduardo, filho do protagonista Tony (Gabriel Braga Nunes), na novela Poder Paralelo. Na emissora, ainda integrou o elenco de José do Egito e Milagres de Jesus.
Voltou a Rede Globo em 2015, onde despontou como o rebelde e viciado em drogas Bruno, filho caçula de Alex (Rodrigo Lombardi) e Pia (Guilhermina Guinle) na novela Verdades Secretas; o ator posteriormente reprisaria o papel em 2021, em Verdades Secretas II. No ano seguinte interpretou o fútil Hércules na primeira fase de A Lei do Amor; o papel seria defendido por Danilo Grangheia na segunda fase da novela. Posteriormente integrou o elenco da novela Rock Story, dando vida ao músico Tom, e participando de um triângulo amoroso com Marina Moschen e Nicolas Prattes. Ganhou destaque ao, a partir de 2018, integrar o elenco da premiada série Impuros como o traficante Tabuada, permanecendo no elenco da série pelas seis temporadas seguintes. 
Nos anos seguintes, integrou o elenco da terceira temporada de Sob Pressão e da minissérie Os Últimos Dias de Gilda. Participou também do filme Minha Fama de Mau, sobre a vida de Erasmo Carlos (vivido por Chay Suede), como o músico Edson Trindade; o longa foi lançado em 2019. Em 2023 integrou o elenco da série Fim, baseada no livro de mesmo nome de Fernanda Torres.
No ano seguinte, pôde ser visto nos longas Sala Escura e Aumenta Que É Rock'n'Roll, além da segunda temporada de Os Outros, onde interpretou Matheus. Ainda em 2024, voltou às novelas da Globo como o publicitário Ronaldo, o ambicioso irmão do protagonista Beto (Pedro Novaes) na trama das 18h Garota do Momento, e integrou o elenco de O Agente Secreto, longa de Kléber Mendonça Filho lançado em maio de 2025 no Festival de Cannes. Ainda em 2025, pôde ser visto na série Raul Seixas: Eu Sou, interpretando Cláudio Roberto, um dos parceiros de composição do cantor. 

## Vida pessoal
Criado no Morro Santa Marta, João Vitor é o caçula de dez irmãos, dos quais oito estão vivos, e teve a carreira acompanhada pela mãe dos quatro aos dezoito anos. Entre 2015 e 2024, namorou a atriz Mariana Molina. 

## Filmografia

### Televisão
| Ano       | Título                    | Personagem                      | Notas                                         |
| --------- | ------------------------- | ------------------------------- | --------------------------------------------- |
| 2003      | Kubanacan                 | Othelinho Calderón Fuentes      |                                               |
| 2004–2005 | Sítio do Pica-Pau Amarelo | Pedrinho                        |                                               |
| 2006      | Sítio do Pica-Pau Amarelo | Curupira                        |                                               |
| 2006      | A Diarista                | Paulo                           | Episódio: "Aquele dos Italianos"              |
| 2007      | Malhação                  | Claudionor de Oliveira (Goiaba) |                                               |
| 2007      | Dancinha dos Famosos      | Participante                    | Temporada 1; 1° lugar                         |
| 2008      | Casos e Acasos            | Lucas                           | Episódio: "O Triângulo"                       |
| 2008      | Chamas da Vida            | Tomás (criança)                 | Episódio: "3 de outubro"                      |
| 2009      | Poder Paralelo            | Eduardo Castellamare            |                                               |
| 2013      | José do Egito             | Selá                            |                                               |
| 2014      | Milagres de Jesus         | Petrônio                        | Episódio: "A Cura do Filho do Oficial do Rei" |
| 2015      | Verdades Secretas         | Bruno Lovatelli Ticiano         |                                               |
| 2016      | A Lei do Amor             | Hércules Costa Leitão (jovem)   | Episódios: "3–7 de outubro"                   |
| 2016–2017 | Rock Story                | Antônio Carlos do Rosário (Tom) |                                               |
| 2018–2025 | Impuros                   | Afonso da Silva (Tabuada)       |                                               |
| 2019      | Feras                     | Ciro Alves                      |                                               |
| 2019–2022 | Sob Pressão               | Leonardo Veiga                  |                                               |
| 2020      | Os Últimos Dias de Gilda  | Álvaro (Alvinho)                |                                               |
| 2021      | Verdades Secretas II      | Bruno Lovatelli Ticiano         |                                               |
| 2023      | Fim                       | Inácio                          |                                               |
| 2024      | Os Outros                 | Matheus                         |                                               |
| 2024–2025 | Garota do Momento         | Ronaldo Bragança Sobral         |                                               |
| 2025      | Raul Seixas: Eu Sou       | Cláudio Roberto                 |                                               |
| 2025      | O Século do Globo         | Rogério Marinho                 |                                               |

### Cinema
| Ano  | Título                          | Papel                  |
| ---- | ------------------------------- | ---------------------- |
| 2006 | Zuzu Angel                      | Stuart Angel (criança) |
| 2008 | O Guerreiro Didi e a Ninja Lili | Rob                    |
| 2012 | Heleno                          | —                      |
| 2013 | O Abismo Prateado               | Gabriel Pasquim        |
| 2014 | Encantados                      | Francisco              |
| 2015 | Stranded Fish (curta-metragem)  | Peixe                  |
| 2019 | Minha Fama de Mau               | Edson Trindade         |
| 2023 | Leme do Destino                 |                        |
| 2024 | Aumenta que é Rock 'n Roll      | Fábio                  |
| 2024 | Sala Escura                     | Gilson                 |
| 2025 | O Agente Secreto                | Haroldo                |
| TBA  | Cinco Tipos de Medo             | Murilo                 |

## Teatro
| Ano  | Título                 |
| ---- | ---------------------- |
| 2007 | Os Três Porquinhos     |
| 2010 | O Rei Leão             |
| 2010 | A Fábrica de Chocolate |
| 2014 | A Floresta Mágica      |
| 2014 | Tempos de Brilhar      |
| 2014 | Uma Aventura Na Neve   |

## Prêmios e indicações
| Ano  | Prêmio                   | Categoria            | Trabalho          | Resultado | Ref    |
| ---- | ------------------------ | -------------------- | ----------------- | --------- | ------ |
| 2004 | 6º Prêmio Contigo! de TV | Melhor Ator Infantil | Kubanacan         | Indicado  | [ 19 ] |
| 2015 | Prêmio Quem de Televisão | Melhor Revelação     | Verdades Secretas | Indicado  | [ 20 ] |